# Liste von Persönlichkeiten der Stadt Oberhof
Die Liste von Persönlichkeiten der Stadt Oberhof enthält Personen, die in der Geschichte der thüringischen Stadt Oberhof im Landkreis Schmalkalden-Meiningen eine nachhaltige Rolle gespielt haben. Es handelt sich dabei um Persönlichkeiten, die Ehrenbürger oder hier geboren oder gestorben sind oder in Oberhof gewirkt oder als Sportlerinnen und Sportler trainiert haben.

## Ehrenbürger
- Curt Weidhaas[1]
- Max Ehrhardt

## Söhne und Töchter der Stadt
Die folgenden Personen sind in Oberhof geboren. Ob sie ihren späteren Wirkungskreis in Oberhof hatten oder nicht, ist dabei unerheblich.

### Persönlichkeiten des 19. Jahrhunderts
- Leopold Hofmann (1864–1926), Hofbäckermeister, Konditor und Bobfahrer

### Persönlichkeiten des 20. Jahrhunderts

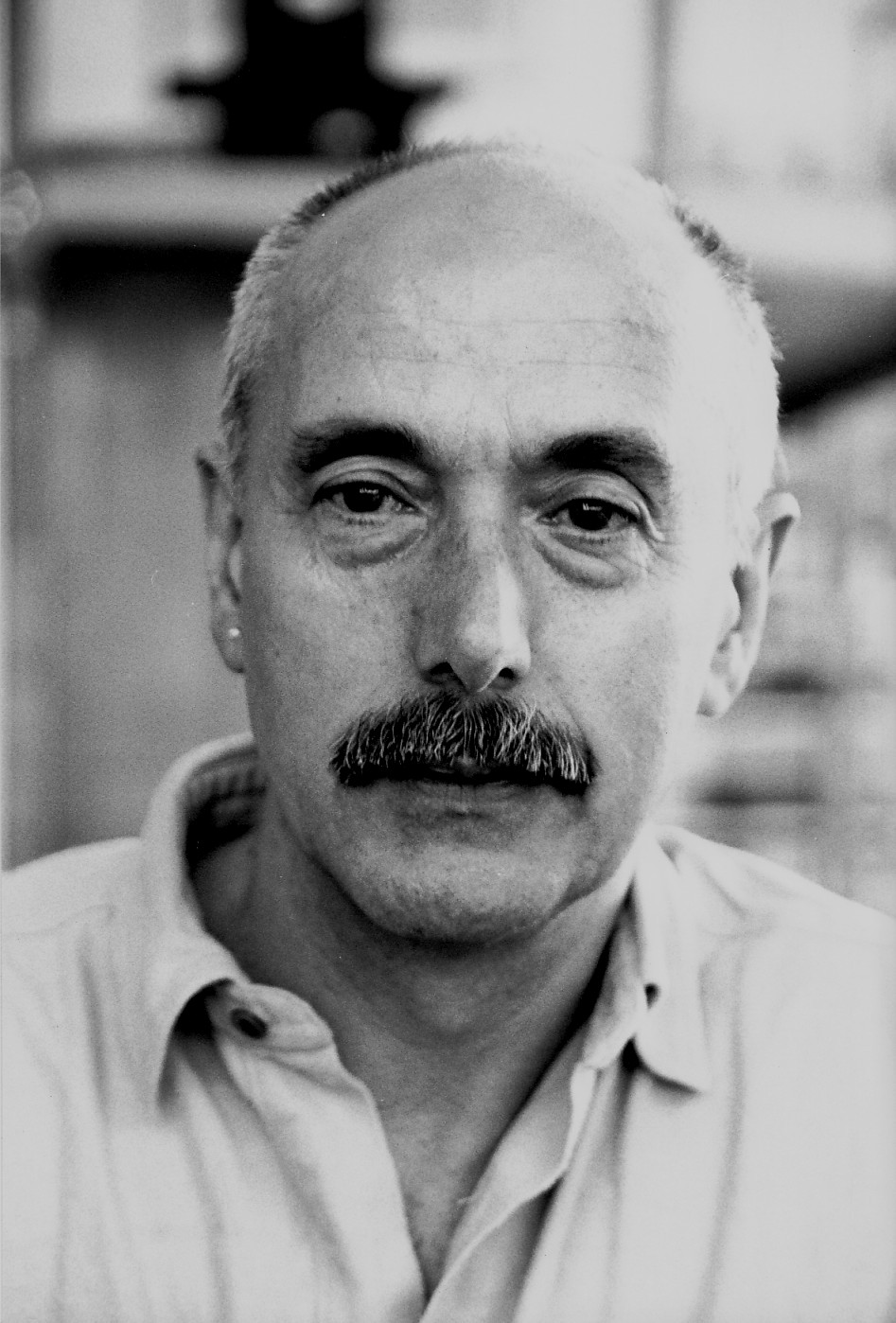
Bodo Berheide (1994)

- Kurt Weidner (1907–nach 1978), Tänzer und Schauspieler bei Bühne und Fernsehen
- Hans Marr (1914–1942), Skispringer
- Joe Sydow (1926–2018), Jazzmusiker
- Bodo Berheide (* 1944), Künstler und Bildhauer
- Christoph Burger (* 1945), evangelischer Theologe und Kirchenhistoriker

## Persönlichkeiten, die in Oberhof gestorben sind

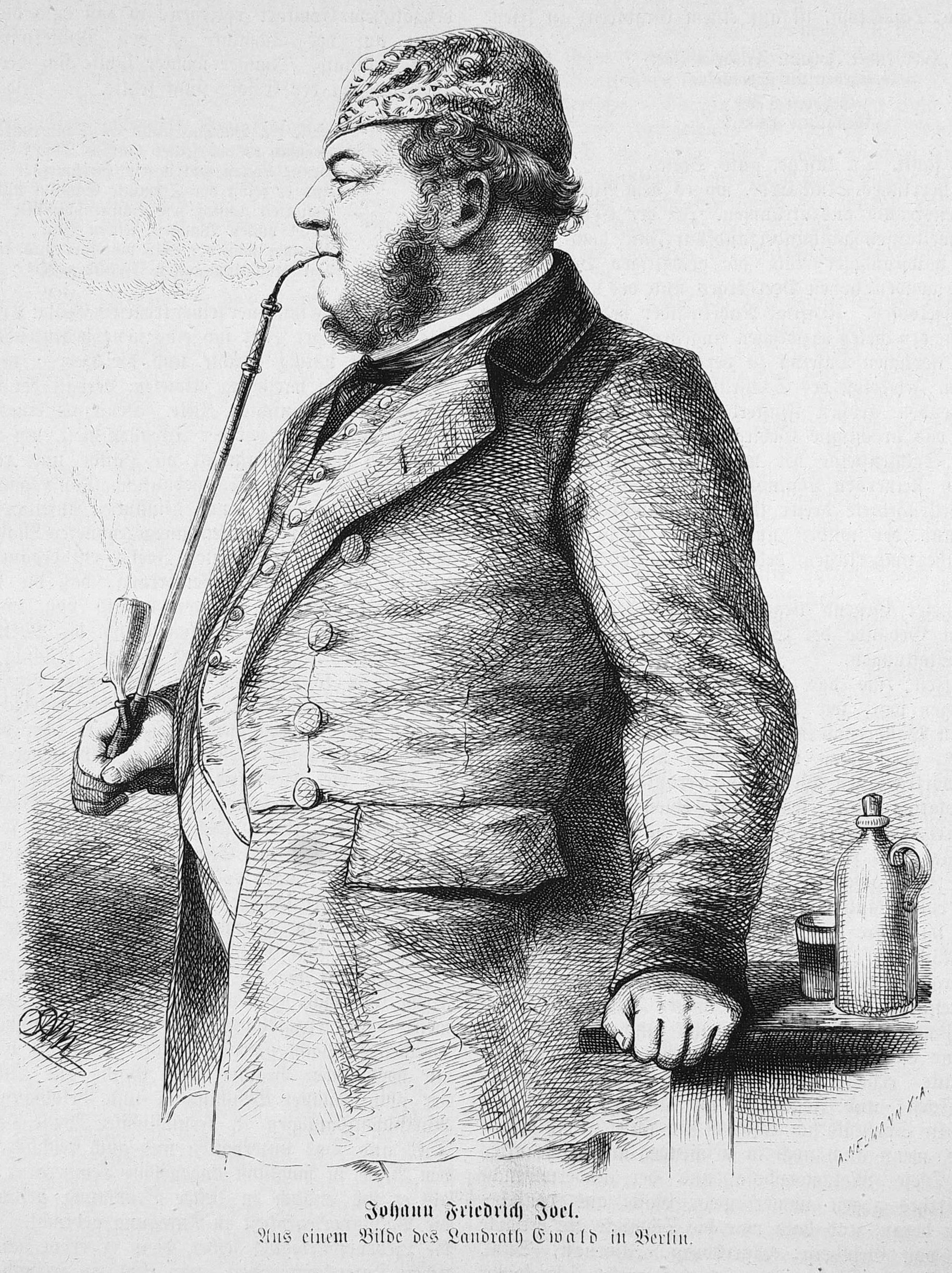
Johann Friedrich Joel

- Johann Friedrich Joel (1792–1852), legendärer Wirt des Gasthofes Schmücke am Rennsteig und Humorist, galt als Original und Studentenfreund, daher wurde die Schmücke über Jahrzehnte ein bevorzugtes Lokal für studentische Treffen.
- Kurt Witthauer (1865–1911), Internist, hat als erster die Wirkung von Aspirin klinisch getestet, wissenschaftlich beschrieben und publiziert.
- Frieda von Oppeln (1866–1945), Autorin
- Willy Kurth (1881–1963), Kunsthistoriker und Professor für Kunstgeschichte
- Margit Schumann (1952–2017), Rennrodlerin

## Sportler, die in Oberhof trainieren
- Biathlon: Arnd Peiffer, Erik Lesser, Benedikt Doll
- Bobsport: Kevin Kuske, Martin Putze, Alexander Rödiger
- Langlauf: Victoria Carl und Thomas Wick

## Sportler, die in Oberhof trainierten
- Biathlon:  Andrea Henkel, Herbert Wiegand, Katrin Apel, Sabrina Buchholz, Sven Fischer, Frank Luck, Peter Sendel, Frank Ullrich, Kati Wilhelm, Alexander Wolf,  Christoph Stephan, Daniel Böhm und Franziska Hildebrandt
- Langlauf: Tobias Angerer,  Jens Filbrich, Manuela Henkel und Axel Teichmann
- Bobsport: Susi Erdmann, Wolfgang Hoppe, Andre Lange, Meinhard Nehmer und Roland Wetzig
- Nordische Kombination: Ronny Ackermann, Marko Baacke und  Tino Edelmann
- Rennrodeln: Jana Bode, Jan Behrendt, Susi Erdmann, Bernhard Glass, Uwe Handrich, Norbert Hahn, Silke Kraushaar-Pielach, Jens Müller, Ute Oberhoffner, Margit Schumann und Melitta Sollmann
- Skispringen: Hans-Georg Aschenbach, Stephan Hocke, Gerd Siegmund, Jörg Ritzerfeld,  Julian Musiol, und Andreas Wank

## Weitere Persönlichkeiten, die mit der Stadt in Verbindung stehen
- Alexander Lion (1870–1962), Begründer der deutschen Pfadfinder-Bewegung, arbeitete in den 1920er- und 1930er-Jahren als Arzt in Oberhof.
- Sandra Hüller (* 1978), Schauspielerin, verbrachte ihre frühe Kindheit in Oberhof.